# Кубок украинской лиги по футболу
Кубок украинской лиги по футболу (официальное название — «UMBRO Кубок лиги» укр. UMBRO Кубок ліги) — соревнование для профессиональных футбольных клубов Второй лиги Украины и любительских клубов. Первый и пока единственный раз он был проведён в сезоне 2009-2010 годов, под эгидой Профессиональной футбольной лиги Украины.

## История
Перед началом сезона 2009/10 во Второй лиге количество команд в группах сократилось до 14 и 12 соответственно. С целью увеличения игровой практики было принято решение под эгидой Профессиональной футбольной лиги Украины провести дополнительный турнир среди команд Второй лиги. ПФЛ разработала календарь нового турнира «Кубок Лиги» и обратилась к клубам с предложением об участии. О своём желании принять участие в турнире, заявили 24 клубов Второй и любительской лиги. Они были разделены на 8 групп. По 2 команды из группы разыграют трофей по кубковой схеме. Команда-обладательница Кубка получит 150 тысяч гривен.
Кризисный 2009 год стал причиной того, что состав участников первого турнира несколько раз менялся ещё до его начала. После зимнего межсезонья часть команд снялась с турнира. 16 апреля 2010 года у турнира появился титульный спонсор — компания UMBRO.

## Финалы
| Сезон   | Место проведения                                                | Победитель     | Счёт      | Финалист                   |
| ------- | --------------------------------------------------------------- | -------------- | --------- | -------------------------- |
| 2009/10 | 6 июня 2010 года 17:00 Александрия — КСК «Ника» Зрителей: 3 000 | Нива (Винница) | 4:0 (1:0) | Горняк-Спорт (Комсомольск) |

## Призёры
| Клуб                       | Чемпион | Второе место | Победные года |
| -------------------------- | ------- | ------------ | ------------- |
| Нива (Винница)             | 1       | 0            | 2009/10       |
| Горняк-Спорт (Комсомольск) | 0       | 1            |               |